# Дешеча Вас
Дешеча Вас (словен. Dešeča vas) — поселення в общині Жужемберк, регіон Південно-Східна Словенія, Словенія. Висота над рівнем моря: 235,4 м.